# ل بویس
ل بویس (به فرانسوی: Le Bois) یک کمون در فرانسه است که در Canton of Moûtiers واقع شده‌است.

## خصوصیات
ل بویس ۵٫۵۵ کیلومترمربع مساحت و ۳۳۳ نفر جمعیت دارد.